# Moustapha Kouyaté
Moustapha Kouyate surnommé Mousto, né le 3 mars 1994 à N’Nzérékoré, est un footballeur international guinéen qui évolue au poste d'attaquant avec l'équipe nationale de Guinée.

## Biographie

### Carrière en club
Moustapha Kouyate est issu d'une famille de quatre enfants. Lors de sa petite enfance, il passe la plupart de son temps à jouer au football dans son quartier de Pita dans la région de Mamou. Son frère lui conseille de jouer dans un club, et il commence, à l’âge 11 ans, avec son club formateur Espoir OKO. En 2007, il fait un essai avec le club de l'Espoir Labé, celui-ci étant non concluant. Contracté par le Fello Star de Labé, il intègre celui-ci au titre de la saison 2007-2008. Il reste cinq saisons jusqu'en 2013, inscrivant 43 buts avant d'être ensuite contracté par le club marocain du FUS de rabat mais ne parvient à décrocher un contrat.
En 2014 à son passage dans le club il rentre au pays pour une saison AS Kaloum. Celui-ci le fait signer en octobre 2013. Moustapha Kouyate commence à jouer en championnat de Guinée lors de la saison 2014-2015. Il y dispute 17 matchs, avec un total de 11 buts et trois passes décisives.
Lors de la saison suivante, il rejoint le championnat du Gabon pour évoluer avec l'US Bitam. Il évolue ensuite avec Akanda où il inscrit 14 buts en championnat.
En 2017, il rejoint le Sultanat d'Oman pour évoluer au sein du club de la capitale du Muscat Club. Lors de sa première saison, il inscrit 13 buts en 19 matches toutes compétitions confondues dont huit en championnat et cinq en coupe.
Il participe au bon début de son club lors de la saison suivante, qui figure dans les deux premiers du championnat, Moustapha_Kouyaté inscrivant 7 buts en 10 matches en finissant comme meilleur buteur de son club.
En octobre 2020, il rejoint le TP Mazembe et s'engage avec eux pour 5 ans. Auteur de 4 buts et d’une passe décisive en quatre journées de championnat, il fait un bon début avec le club avec qui il remporte le Championnat. Après la fin de saison, les médias Congolais annoncent que Moustapha Kouyaté fait partie de la liste des joueurs qui vont quitter le club à l’issue de cette saison. 
Le 12 août 2021, le Raja Club Athletic annonce le recrutement de Moustapha Kouyaté qui paraphe un contrat de trois saisons. Son contrat est résilié en mai 2022 après un rendement insuffisant. 